# Porto Katsiki
Porto Katsiki (řecky: Πόρτο Κατσίκι, "kozí přístav") je pláž nacházející se na západním pobřeží řeckého ostrova Lefkada. Každoročně se umisťuje v žebříčcích hodnocení o nejlepší pláže světa. Jedná se o menší, cca 300 metrů dlouhou pláž, jejíž výhodou je průzračně modrá mořská voda. Barva vody je ovlivněna místním prostředím, kdy západní pobřeží ostrova je tvořeno pískovcovými skalami. Rozpouštějící se pískovec pak dodává moři barvu.

## Zemětřesení v roce 2015
Když byla Lefkada v roce 2015 zasažena zemětřesením, pláž byla těžce poškozena. Geologové odhadují, že pláž bude časem přirozeně obnovena.

## Galerie

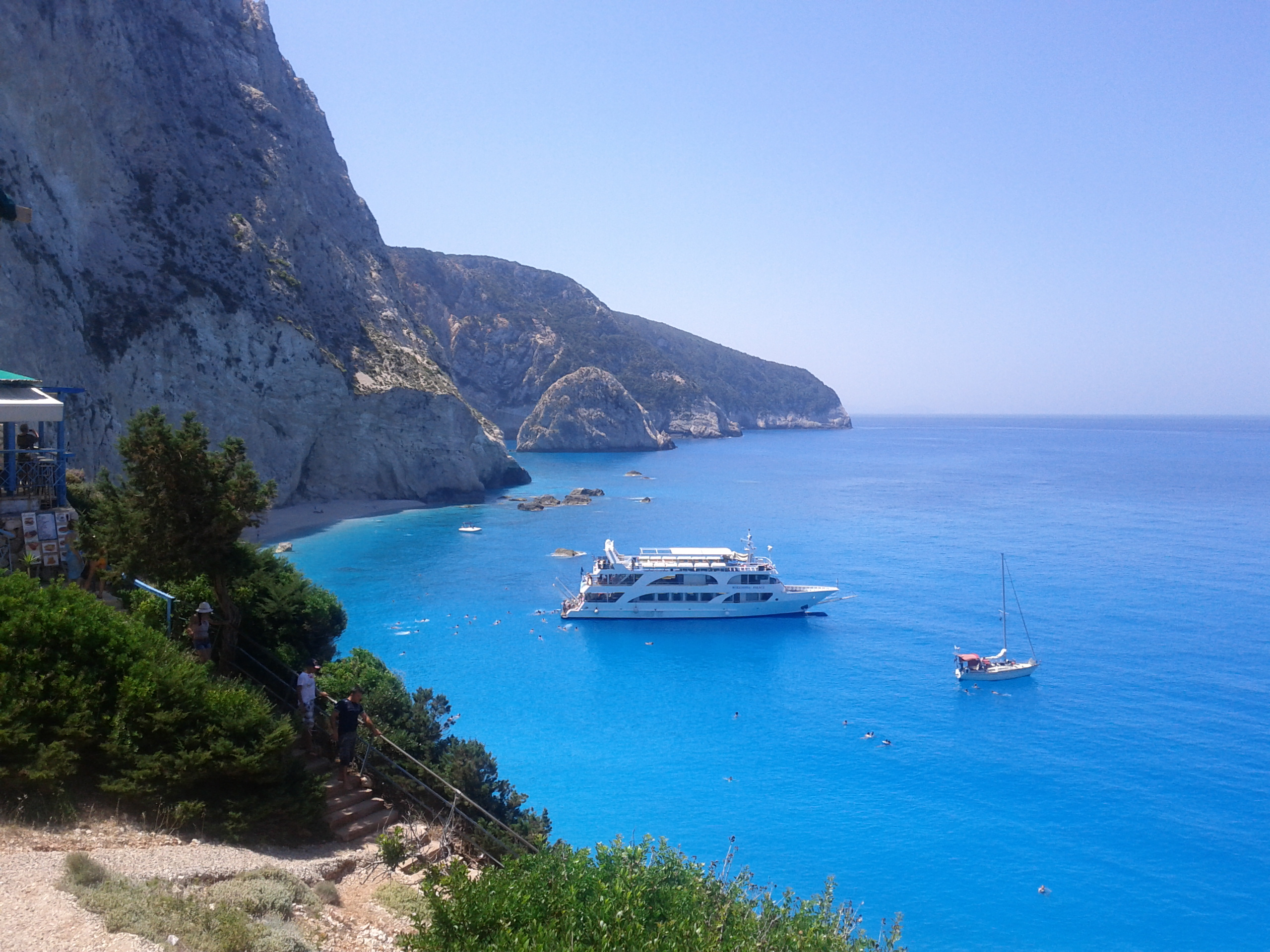
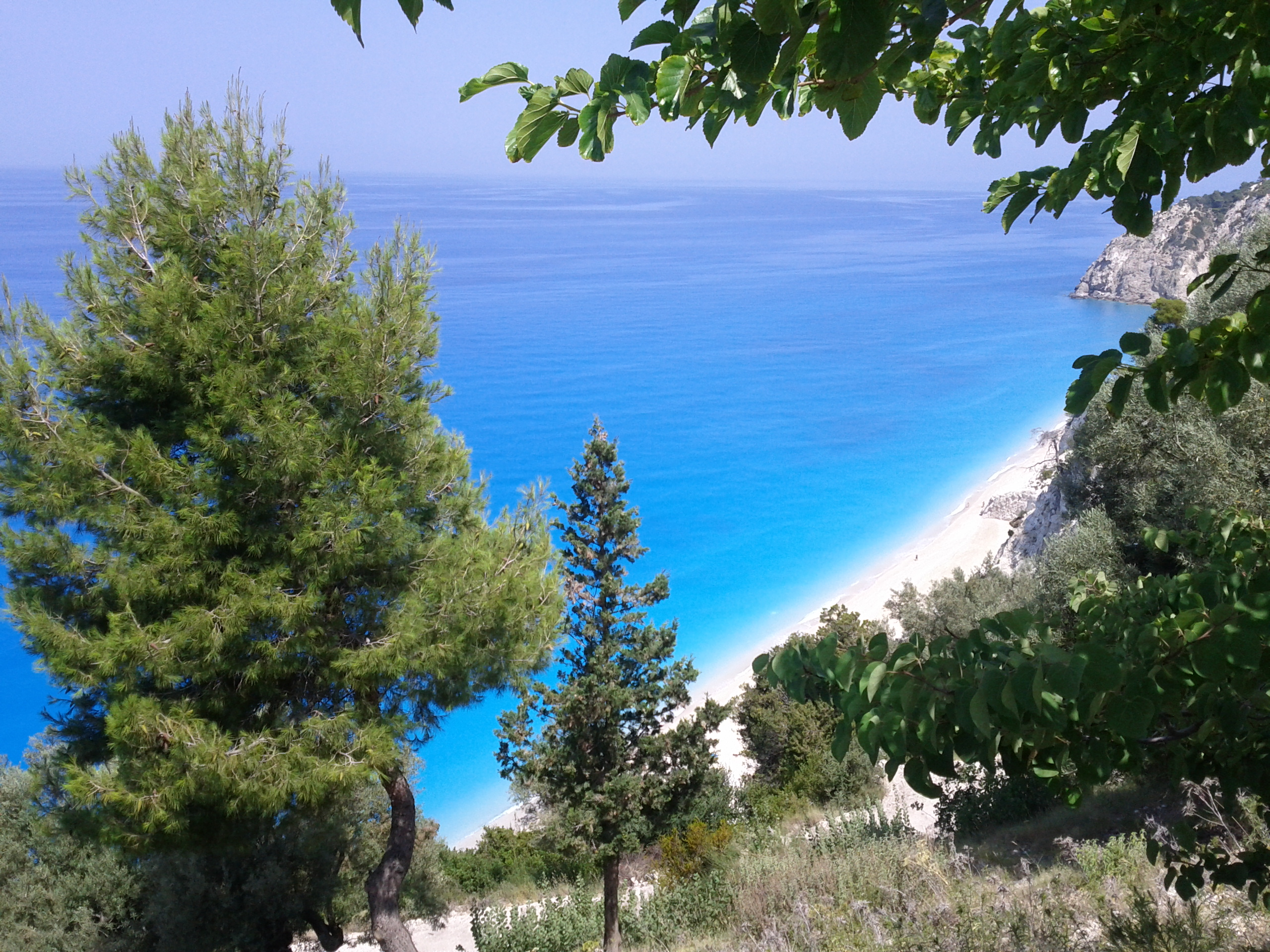